# District de Jindo
Le district de Jindo est un district de la province du Jeolla du Sud, en Corée du Sud. Son nom provient de l'île de Jindo, qui constitue une large partie du district.
Avec l'île de Jindo, le district de Jindo contient l'archipel de Jodo d'environ 230 petites îles, dont seulement 45 sont habitées par 4 855 personnes. L'archipel se compose de 6 groupes : groupe de Jodo, de Gasa, de Seongnam, de Dokgeo, de Geocha, de Maenggol.

Le groupe de Gasa et quelques îles du groupe Seongnam appartiennent à la mer du Jaune ; toutes les autres îles appartiennent à la mer du Japon.

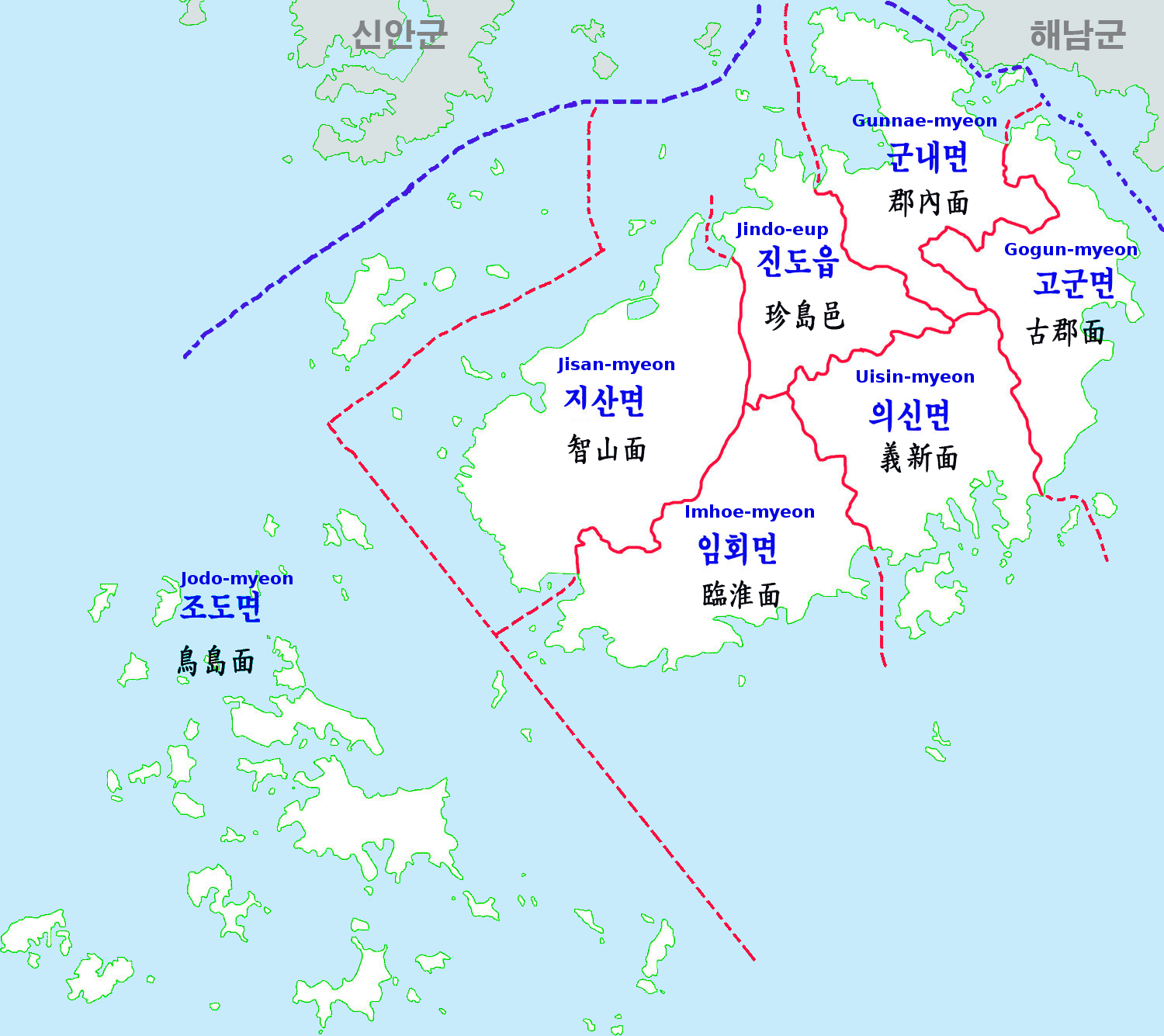
Plan du district de Jindo
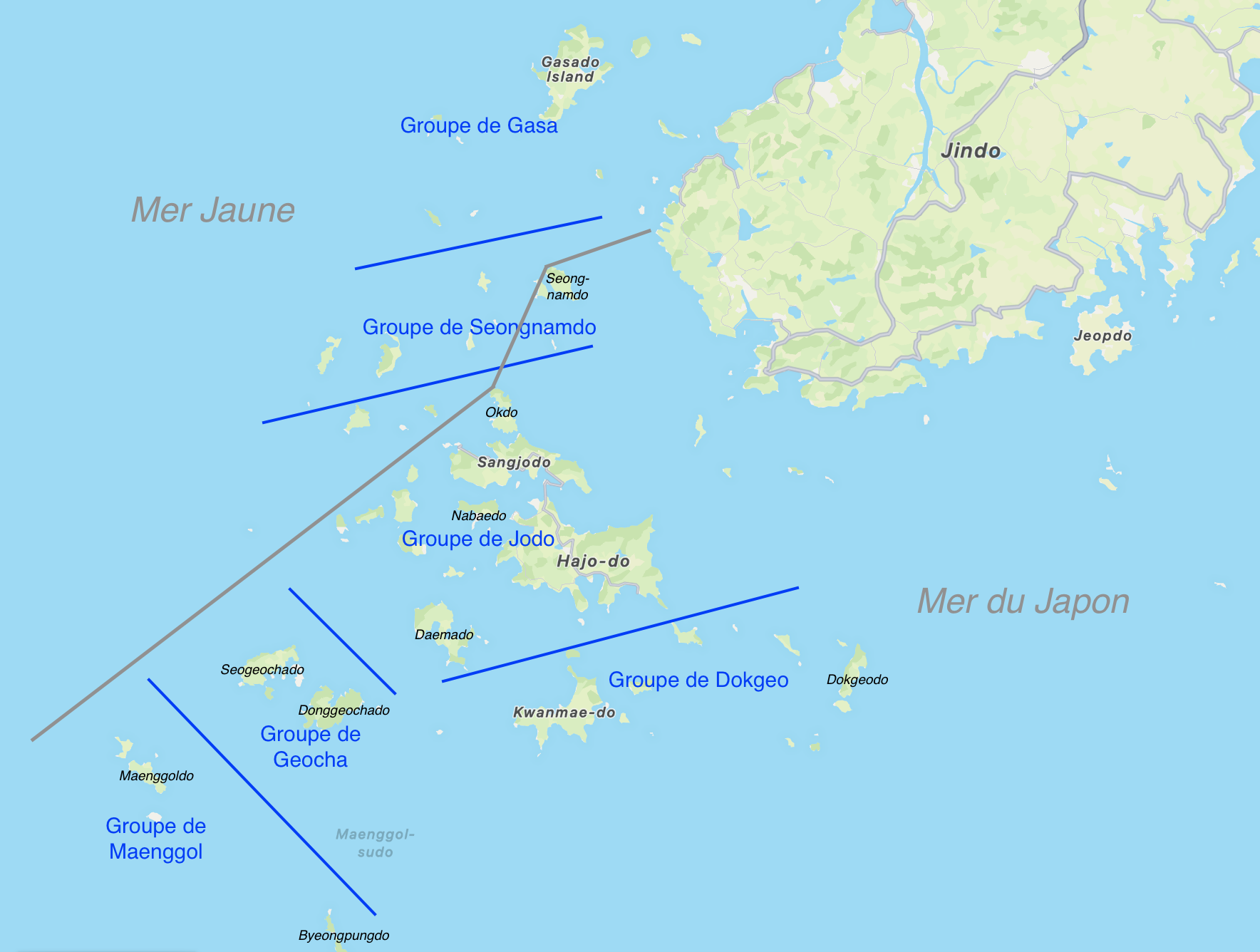
6 groupes de l'archipel de Jodo

## Population
- Jindo-eup (진도읍, 珍島邑), Résidents : 10.723, Surface : 44,32 km²
- Gunnae-myeon (군내면, 郡內面), Résidents : 3607, Surface : 63,95 km²
- Gogun-myeon (고군면, 古郡面), Résidents : 4225, Surface : 48,48 km²
- Uisin-myeon (의신면, 義新面), Résidents : 4202, Surface : 66,25 km²
- Imhoe-myeon (임회면, 臨淮面), Résidents : 4122, Surface : 69,62 km²
- Jisan-myeon (지산면, 智山面), Résidents : 3986, Surface : 89,91 km²
- Jodo-myeon (조도면, 鳥島面), Résidents : 3316, Surface : 57,11 km²